# Remy Zero
Remy Zero — американская англоязычная группа, исполнявшая музыку в стиле альтернативный рок и инди-рок. Группа была основана в 1988 году в Бирмингеме (штат Алабама, США). В состав группы входили: Cinjun Tate (вокал, гитара), Shelby Tate (вокал, гитара, клавиши), Gregory Slay (ударные), Cedric Lemoyne (бас-гитара), и Jeffrey Cain (гитара).

## История творчества
Первый альбом группы, получивший название Remy Zero, появился в январе 1996 года. Он был записан на студии звукозаписи Geffen Records сразу после того, как члены группы перебрались из Бирмингема в Лос-Анджелес. Общественностью данный альбом был встречен довольно прохладно и не получил сколько-нибудь значимого признания.
Следующий альбом группы, Villa Elaine, вышел в августе 1998 года и имел куда больший успех. Он был записан в то время, когда члены группы проживали в гостинице «Villa Elaine» расположенной в Голливуде, отсюда и название альбома.
Альбом Villa Elaine получил популярность благодаря композиции «Prophecy», которая была использована как саундтрек к фильмам «She’s All That» («Это всё она») и «The Last Kiss». В качестве саундтреков к фильмам были использованы и другие песни. «Fair» — к фильму «Garden State» («Страна садов»), «Hermes Bird» — к телевизионным сериалам «Felicity» и «Charmed» («Зачарованные»). Композиция «Problem» была использована в фильме «Never Been Kissed» («Нецелованная») с участием Дрю Бэрримор. Песня «Gramarye» прозвучала в кинофильме «Stigmata» («Стигматы»).
Третий альбом группы, The Golden Hum, ставший последним, был выпущен студией звукозаписи Elektra Records в сентябре 2001 года. Особую известность он получил благодаря песне «Save Me», которая стала заглавной темой к популярному телесериалу «Smallville» («Тайны Смолвилля»). Другая песня «Perfect Memory (I’ll Remember You)», была использована в фильме «The Invisible» («Невидимый»).
В 2003 году группа Remy Zero распалась. Часть участников присоединились к разным группам. Так Shelby Tate и Cinjun Tate создали группу Spartan Fidelity. Gregory Slay стал инициатором Dead Snares, Cedric Lemoyne вошел в число участников турне Аланис Мориссетт, затем присоединился к группе «O+S». Gregory Slay создал Sleepwell.
В 2006 на странице группы в социальной сети MySpace появилось сообщение о возможном воссоединении:
История такова: мы создали группу в 1989. Мы распались в 2003. Мы думали над тем, чтобы создавать музыку снова, но сейчас… Кто знает? Мы сохраним страницу здесь; как бы то ни было, мы делаем, вместе или отдельно, всё, что мы можем.
Большим ударом для участников собирающейся воссоединяться группы стала смерть Gregory Slay. Он умер 1 января 2010 года, в возрасте 40 лет
Его смерть стала однозначной точкой и окончательной вехой в истории Remy Zero. 22 мая 2010 года в Новом Орлеане — родном городе Gregory Slay, Remy Zero сыграли свой первый концерт за восемь лет, который в свою очередь, стал презентацией их нового мини-альбома Remy Zero EP — выпущенного в ограниченном количестве. В альбом, записанный студией «Communicating Vessels», вошли композиции созданные в период с 2003 по 2010 годы.
В октябре 2010 года группа устроила прощальные гастроли. С концертами они посетили Портленд, Сиэтл, Сан-Франциско, Лос-Анджелес.

## Дискография (студийные альбомы)
- 1996 — Remy Zero
- 1998 — Villa Elaine
- 2001 — The Golden Hum
- 2010 — Remy Zero EP

| №   | Название            | Длительность |
| --- | ------------------- | ------------ |
| 1.  | «Temenos»           | 3:30         |
| 2.  | «Descent»           | 3:44         |
| 3.  | «Water»             | 4:28         |
| 4.  | «Gold Star Speaker» | 5:08         |
| 5.  | «Twister»           | 4:54         |
| 6.  | «Chloroform Days»   | 3:23         |
| 7.  | «Shadowcasting»     | 5:42         |
| 8.  | «Queen Of Venus»    | 2:31         |
| 9.  | «Chromosome»        | 5:32         |
| 10. | «Christmas»         | 3:50         |

| №   | Название               | Длительность |
| --- | ---------------------- | ------------ |
| 1.  | «Hermes Bird»          | 3:56         |
| 2.  | «Prophecy»             | 3:24         |
| 3.  | «Life in Rain»         | 3:36         |
| 4.  | «Hollow»               | 6:21         |
| 5.  | «Problem»              | 3:29         |
| 6.  | «Whither Vulcan»       | 4:13         |
| 7.  | «Gramarye»             | 5:16         |
| 8.  | «Yellow Light»         | 4:03         |
| 9.  | «Motorcycle»           | 3:38         |
| 10. | «Fair»                 | 3:56         |
| 11. | «Goodbye Little World» | 13:29        |

| №   | Название                                          | Длительность |
| --- | ------------------------------------------------- | ------------ |
| 1.  | «The Golden Hum»                                  | 2:39         |
| 2.  | «Glorious #1»                                     | 3:20         |
| 3.  | «Out/In»                                          | 3:18         |
| 4.  | «Bitter»                                          | 3:55         |
| 5.  | «Perfect Memory (I’ll Remember You)»              | 4:43         |
| 6.  | «Save Me»                                         | 4:01         |
| 7.  | «Belong»                                          | 3:50         |
| 8.  | «Over the Rails & Hollywood High»                 | 3:43         |
| 9.  | «Smile»                                           | 4:07         |
| 10. | «I'm Not Afraid»                                  | 2:58         |
| 11. | «Impossibility» (and hidden track, «Sub Balloon») | 10:07        |

| №  | Название                                                  | Длительность |
| -- | --------------------------------------------------------- | ------------ |
| 1. | «‘Til the End»                                            | 3:54         |
| 2. | «Nothing Remains»                                         | 2:57         |
| 3. | «Anger»                                                   | 3:28         |
| 4. | «Sleeping Ghettos»                                        | 4:47         |
| 5. | «Sleepwalking»                                            | 4:57         |
| 6. | «You Might Be Eternal»                                    | 2:41         |
| 7. | «G. Scott Slay and The Longest Division of Geologic Time» | 4:18         |